# Меланезия
Мелане́зия (от др.-греч. μέλας «чёрный» и νῆσος «остров») — совокупность островных групп в Тихом океане, чьи коренные жители не говорят ни на полинезийских, ни на микронезийских языках, а также являются темнокожими. Меланезия расположена к северо-востоку от Австралии.
- Площадь: 940 000 км²
- Население: 6 500 000 человек

К Меланезии относятся следующие группы островов:
- Новая Гвинея
- Новая Каледония
- Соломоновы острова
- Вануату
- Фиджи
- Архипелаг Бисмарка
- Острова Санта-Крус
- Луайоте

## Государства Меланезии

### Папуа — Новая Гвинея
Папуа — Новая Гвинея — государство в Океании, в юго-западной части Тихого океана, занимает восточную часть острова Новая Гвинея, архипелаг Бисмарка, северную часть Соломоновых островов (о-ва Бугенвиль, Бука), о-ва Д’Антркасто и др. Площадь — 462 840 км². Население — около 6 млн человек (2009), главным образом папуасы и меланезийцы. Городское население — 15,2 % (1991).
Официальные языки — английский, ток-писин и хири-моту. Большая часть населения — христиане, остальные придерживаются местных традиционных верований. Административно-территориальное деление: 22 провинций. Столица — Порт-Морсби. Входит в Содружество наций. Глава государства — король, представленный генерал-губернатором. Законодательный орган — Национальный парламент.

### Соломоновы Острова
Соломоновы Острова. Столица — Хониара (на острове Гуадалканал, 30,5 тыс. чел., 1985). Протяжённость — 1550 км. Площадь — 29,8 тыс. км². Высшая точка — пик Попоманасеу на Гуадалканале высотой 2335 метров. Население — 478 тыс. чел. (2005). Официальный язык — английский, употребляется пиджин и местные языки. 7 июля празднуется День независимости. Острова заселены выходцами с Новой Гвинеи. Экспорт: копра, рыба, древесина, какао-бобы, пальмовое масло. Острова открыл в 1568 г. Менданья де Нейра, северную часть — в 1768 г. открыл Луи Антуан де Бугенвиль. С 1885 г. острова недолго находились под управлением Германии, в 1893 островами завладела Великобритания, кроме островов Бугенвиль и Бука. Эти острова после 2-й мировой войны отошли к Австралии. В 1978 г. Соломоновы Острова получили независимость.

### Республика Вануату
Республика Вануату — архипелаг Новые Гебриды, включает 80 островов. Высшая точка — 1879 м на о. Эспириту-Санто. Население — 243 тыс. (2009). Столица — Порт-Вила (население — 24 тыс. чел.). Официальные языки — бислама, английский, французский. Религия — протестантизм. Первым европейцем увидел эти острова Педро де Кирос, название им дал Джеймс Кук в XVIII в. С 1887 г. — совладение Франции и Великобритании, а с 1980 г. независимая республика.

### Фиджи
Фиджи — государство на одноименных островах. Два крупнейших острова — Вити-Леву и Вануа-Леву, около 300 мелких островов. Население — 849 тыс. человек (2009). Столица — Сува (85 тыс. жителей). Официальный язык — фиджийский, английский, фиджийский хинди. Открыты острова Абелем Тасманом в 1643 г. Высшая точка — Томаниви (1323 м). В 1970 Фиджи получили независимость, но входили в состав Британского Содружества. В 1987 вышли из состава Содружества, но затем вернулись в него. День независимости празднуется 10 октября. Экспорт: сахар, копра, золото, древесина, рыба, одежда. Имеет достопримечательность — музей Фиджи в Суве — он представляет этнографию и археологию.

### Новая Каледония
Новая Каледония — особое административно-территориальное образование Франции, включает кроме острова Новая Каледония ряд мелких островов. Острова открыты в 1774 г. Высшая точка — Панье (1628 м). Население — 230 тыс. чел. (2010). Адм. центр — Нумеа. Этнический состав — меланезийцы (канаки) и французы. Официальный язык — французский, распространены гибридные языки. Религии — католицизм, протестантизм. Основа экономики — горнорудная промышленность (добыча никеля, кобальта и хрома). 95 % национального дохода дает экспорт никеля и никелевой руды.

## Геология
Острова Меланезии вулканического и материкового происхождения. На мелководье много коралловых рифов. Сложены кристаллическими, метаморфическими и осадочными породами (андезитами). Почти все острова гористы (высотой до 5029 м на о. Новая Гвинея); на крупных островах — прибрежные низменности. Меланезия — район современного вулканизма и частых землетрясений.

## Климат
Климат экваториальный и субэкваториальный, на южных островах — тропический. Средние месячные температуры от 25 до 28 °C. Осадков в год на наветренных склонах гор 7000—9000 мм. 1000—2000 мм в остальной части Меланезии.

## Сельское хозяйство
В Меланезии основное значение имеют плантации кокосовых пальм, каучуконосов, сахарного тростника, какао, кофе. Распространено потребительское земледелие (рис, кукуруза, таро, маниок, ямс). Развито животноводство и рыболовство. Практикуются лесозаготовки, сбор кораллов.